# سیارک ۲۹۶

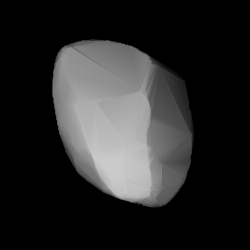
سیارک ۲۹۶

سیارک ۲۹۶ (به انگلیسی: 296 Phaetusa) دویست و نود و ششمین سیارک کشف شده‌است که در ۱۹ اوت ۱۸۹۰ و در نیس کشف شد.
قدر مطلق سیارک برابر ۱۲٫۶۲ است.